# Wilhelm de Perponcher Sedlnitzky
Wilhelm Heinrich Ludwig Arend graaf de Perponcher-Sedlnitzky (Berlijn, 17 juli 1819 - Neudorf, 24 juni 1893), erfheer van Neudorf, Mittel-Peilau (Silezië), Gladis-Hof en Schmolz-Hof, was een Nederlands officier in Pruisische dienst en diplomaat.
Perponcher-Sedlnitzky, lid van de familie De Perponcher Sedlnitsky, was een zoon van de Nederlandse generaal Hendrik George de Perponcher Sedlnitsky (1771-1856) en Wilhelmina Frederika Adelaide van Reede (1792-1861). In 1853 werd hij erkend te behoren tot de Pruisische adel met de titel van graaf op allen.
Hij trouwde in 1853 met Antoinette Luise Emilie Julie gräfin von Maltzan, Freiin von Wartenburg und Penzlin (25 november 1825-14 juli 1899) die grootmeesteres was van keizerin Auguste. Wilhelm de Perponcher-Sedlnitzky was koninklijk Pruisisch kamerheer en werd in 1853 Pruisisch diplomatiek vertegenwoordiger met de rang van minister-resident in het hertogdom Nassau en de vrije stad Frankfurt. In 1860 werd hij gezant in Napels, in 1862 gezant in München, in 1863 gezant in Den Haag en daarna in Brussel. In 1875 trok Wilhelm von Perponcher-Sedlnitzky zich terug uit het openbare leven.
Willem III der Nederlanden benoemde hem op 5 juni 1869 tot Grootkruis in de Orde van de Eikenkroon. 